# The Afterlove
The Afterlove è il quinto album in studio del cantautore britannico James Blunt, pubblicato il 24 marzo 2017 dalla Atlantic Records.

## Descrizione
Si tratta del quinto album di inediti del cantautore britannico e vede alla produzione anche artisti come Ed Sheeran e Ryan Tedder. Il disco incorpora sonorità elettroniche, hip hop, rimandi alla musica black attuale e synth.
L'album è stato anticipato dal singolo di lancio Love Me Better, uscito il 27 gennaio 2017, e dal secondo estratto Bartender, pubblicato a marzo. Anche i brani Someone Singing Along, Courtney's Song e Don't Give Me Those Eyes sono serviti a promuovere il disco e sono stati accompagnati da video musicali; tuttavia, non sono mai usciti come singoli.

## Copertina
La copertina dell'album è un chiaro omaggio alla copertina del Greatest Hits di Bruce Springsteen del 1995, che ritrae l'artista nella stessa posizione, ma girato di spalle.
Anche l'utilizzo dei colori per il titolo dell'album sono volutamente ispirati al Best of del cantautore del New Jersey. 
Lo stesso Blunt, sul suo profilo Twitter, ironizzerà sull'incredibile somiglianza fra le copertine dei due LP.

## Tracce
1. Love Me Better – 3:38 (James Blunt, Ryan Tedder, Zach Skelton)
2. Bartender – 3:13 (James Blunt, Teddy Geiger, Steph Jones, Daniel Parker)
3. Lose My Number – 3:28 (James Blunt, Ryan Tedder, Zach Skelton)
4. Don't Give Me Those Eyes – 4:04 (James Blunt, Maureen McDonald, Stephan Moccio)
5. Someone Singing Along – 3:33 (James Blunt, Steve Robson, Emily Warren)
6. California – 3:20 (James Blunt, Maureen McDonald, Stephan Moccio)
7. Make Me Better – 3:52 (James Blunt, Johnny McDaid, Ed Sheeran)
8. Time of Our Lives – 4:30 (James Blunt, Ed Sheeran, Ryan Tedder)
9. Heartbeat – 3:21 (James Blunt, Michael Daley, Harvey Mason, Adonis Shropshire, Michael Smith, Damon Thomas, Dewain Whitmore)
10. Paradise – 3:32 (James Blunt, Amy Wadge)

Tracce bonus nella Extended Version
1. Courtney's Song – 4:26 (James Blunt, Johnny McDaid)
2. 2005 – 4:05 (James Blunt, Steve Mac, Amy Wadge)
3. Over – 4:14 (James Blunt, Daniel Parker, John Geiger II)

## Successo commerciale
The Afterlove debutta alla numero 6 nella classifica britannica degli album, diventando successivamente disco d'argento con 60 000 copie vendute nel Regno Unito. In Irlanda l'album entra in classifica alla numero 7 e debutta nella top-ten in Australia e in diversi Paesi europei, come Italia, Belgio, Austria, Germania e Svizzera. 
Negli Stati Uniti entra alla 177ª posizione della Billboard 200.

## Classifiche

### Classifiche settimanali
| Classifica (2017) | Posizione massima |
| ----------------- | ----------------- |
| Australia         | 7                 |
| Austria           | 7                 |
| Belgio (Fiandre)  | 17                |
| Belgio (Vallonia) | 8                 |
| Canada            | 6                 |
| Francia           | 14                |
| Germania          | 6                 |
| Irlanda           | 7                 |
| Italia            | 10                |
| Nuova Zelanda     | 13                |
| Paesi Bassi       | 10                |
| Regno Unito       | 6                 |
| Spagna            | 19                |
| Stati Uniti       | 177               |
| Svizzera          | 4                 |
| Ungheria          | 4                 |

### Classifiche di fine anno
| Classifica (2017) | Posizione |
| ----------------- | --------- |
| Australia         | 79        |
| Belgio (Vallonia) | 82        |
| Svizzera          | 40        |